# Tunnel van Haut-le-Wastia
De tunnel van Haut-le-Wastia is een spoortunnel in Haut-le-Wastia, een deelgemeente van Anhée. De tunnel heeft een lengte van 76 meter. De dubbelsporige spoorlijn 150 liep door deze tunnel. De sporen zijn verdwenen en vervangen door een asfaltstrook, als uitbreiding van het RAVeL-netwerk.